# Пешкалны
Пешкалны (латыш. Pieškalni) — село в Латвии, входит в состав Приекульской волости Приекульского края Видземе.

## География
Село расположено в 5,5 километрах к северу от города Цесис, с которым связано автомобильной дорогой V-292. Пешкалны расположено в пределах Гауйского национального парка, к северу от села находятся Орлиные скалы Гауи.
Центральная часть села состоит из зданий исторической старой усадьбы «Пьешкань» (рубеж 19-20 веков) и жилых домов советской постройки: двух двухэтажных многоквартирных домов и нескольких одноквартирных домов. К северу от жилого квартала находится комплекс птицеводческих хозяйств бывшего колхоза «Sarkanais karogs», частью которого управляет ООО «Gaižēni», которое в 2000 году учредило свиноматический комплекс «Gaujaskalni», но большая часть здания не управляется. Между жилой зоной и птицефермой есть небольшие сады.

## История
Современное поселение начало формироваться в 20 веке. В 1950-х годах на бывших землях «Пиешки» была создана межколхозная ферма по выращиванию кур-несушек и построены жилые дома для сельскохозяйственных рабочих и их семей. Позже птицефабрика перешла к колхозу «Красное знамя».

## Население
В 2007 году население села составляло 71 человек.